# Jessica Pilz
Jessica „Jessy“ Pilz (* 22. November 1996 in Haag) ist eine österreichische Sportkletterin. Sie ist Weltcupsiegerin, zweifache Weltmeisterin und olympische Bronzemedaillistin. Sie gewann mehrfach die Staatsmeisterschaften im Klettern, wo sie im Lead von 2015 bis 2024 ungeschlagen blieb.

## Werdegang
Jessica Pilz stammt aus Haag in Niederösterreich und besuchte die Handelsakademie in Amstetten, wo sie auch maturierte. Im Alter von acht Jahren nahm sie an einem Kletterkurs im Ferienprogramm der Stadt Haag teil.
2011 wurde sie bei der Jugend- und Juniorenweltmeisterschaft in Imst Jugendweltmeisterin im Vorstieg (Lead), 2012 und 2013 konnte sie den Titel erfolgreich verteidigen. 2014 erreichte sie im Bouldern den Junioren-Europameistertitel. 2015 errang sie in der allgemeinen Klasse den Europameistertitel in der Kombination sowie Bronze bei der Vorstieg-Europameisterschaft in Chamonix und belegte den dritten Platz im Vorstieg-Gesamtweltcup.
Ebenfalls 2015 wurde sie erstmals Österreichische Staatsmeisterin im Lead und im Bouldern. Im Jahr 2012 wurde sie zur Nachwuchssportlerin des Jahres für Niederösterreich gekürt, 2019 und 2022 wurde sie von Niederösterreichs Sportjournalisten zu Sportlerin des Jahres gewählt.
Sie ist Mitglied in der Sektion Haag des Österreichischen Alpenvereins, wurde von Ingo Filzwieser und wird von Reinhold Scherer und Kilian Fischhuber trainiert, seit 2016 im Bundesleistungszentrum in Innsbruck. Bei den Militärweltspielen 2017 eroberte sie drei Medaillen, jeweils Gold im Vorstieg und im Bouldern sowie Silber im Classic Speed. Bei den World Games 2017 erreichte sie Platz fünf im Schwierigkeitsklettern.
Bei den Militärweltspielen 2017 erreichte sie drei Medaillen, davon zwei Mal Gold und ein Mal Silber.
Bei der Kletterweltmeisterschaft 2018 in Innsbruck erreichte sie im Finale der Disziplin Vorstieg (Lead) das Top und gewann mit 11 Sekunden Vorsprung vor der Slowenin Janja Garnbret, welche ebenfalls das Top erreichte.
Bei der Wahl zur Österreichischen Sportlerin des Jahres 2018 war Pilz eine von fünf Finalistinnen, bei der Wahl zur niederösterreichischen Sportlerin des Jahres 2018 landete sie auf dem dritten Platz.

### Olympische Sommerspiele 2020
Bei der Kletterweltmeisterschaft 2019 in Hachiōji belegte sie den sechsten Platz im Vorstieg sowie den zehnten Rang in der Kombination und qualifizierte sich für die Teilnahme an den Olympischen Sommerspielen 2020 in Tokio. Dort qualifizierte sie sich als Sechste in der Qualifikation für das Finale, wo sie insgesamt den siebten Platz belegte.
Bei der Kletterweltmeisterschaft 2021 in Moskau holte sich Jessica Pilz im September 2021 die Goldmedaille in der Kombination. Im Herbst 2021 gewann sie ihren siebenten Vorstiegs-Staatsmeistertitel in Folge. Im Mai 2022 erreichte sie beim Boulder-Weltcup in Seoul Platz sieben und beim Boulder-Weltcup in Salt Lake City belegte sie Rang 4 bzw. 13. Im Juli 2022 wurde sie beim Vorstieg-Weltcup in Chamonix Vierte und holte sie sich den Titel beim Rockmaster in Arco. Bei den World Games 2022 gewann sie ebenfalls im Juli 2022 die Gold-Medaille im Vorstieg.
Im September 2022 wurde sie beim Lead-Weltcup in Koper Fünfte und in Edinburgh Sechste.
Beim Boulder-Weltcup in Prag erreichte sie im Juni 2023 Rang neun und beim Weltcup in Innsbruck im Vorstieg Rang drei. Beim Vorstieg-Weltcup in Villars in der Schweiz wurde sie im Juli 2023 Zweite und in Chamonix Vierte.
Mit der Silbermedaille in der Kombination bei den Kletterweltmeisterschaft 2023 in Bern qualifizierte sie sich für die Olympischen Sommerspiele 2024 in Paris. Die Gesamtweltcups 2023 und 2024 im Vorstieg gewann sie jeweils vor Janja Garnbret.

### Olympische Sommerspiele 2024
Bei den Sommerspielen 2024 gewann die 27-Jährige die Bronze-Medaille in der Disziplin Boulder & Lead.
Im November 2024 gewann sie mit Jakob Schubert gegen das Schweizer Duo Andrea Kumin und Sascha Lehmann das Finale des Red Bull Dual Ascent an der Verzasca-Staumauer. Ebenfalls im November 2024 kletterte sie mit Papichulo in Oliana ihre erste 9a+.

### Sonstiges
Pilz ist aktive Sportlerin des Heeressportzentrums des Österreichischen Bundesheers und studierte Sport an der Universität Innsbruck. Per Fernstudium erwarb sie einen MBA.

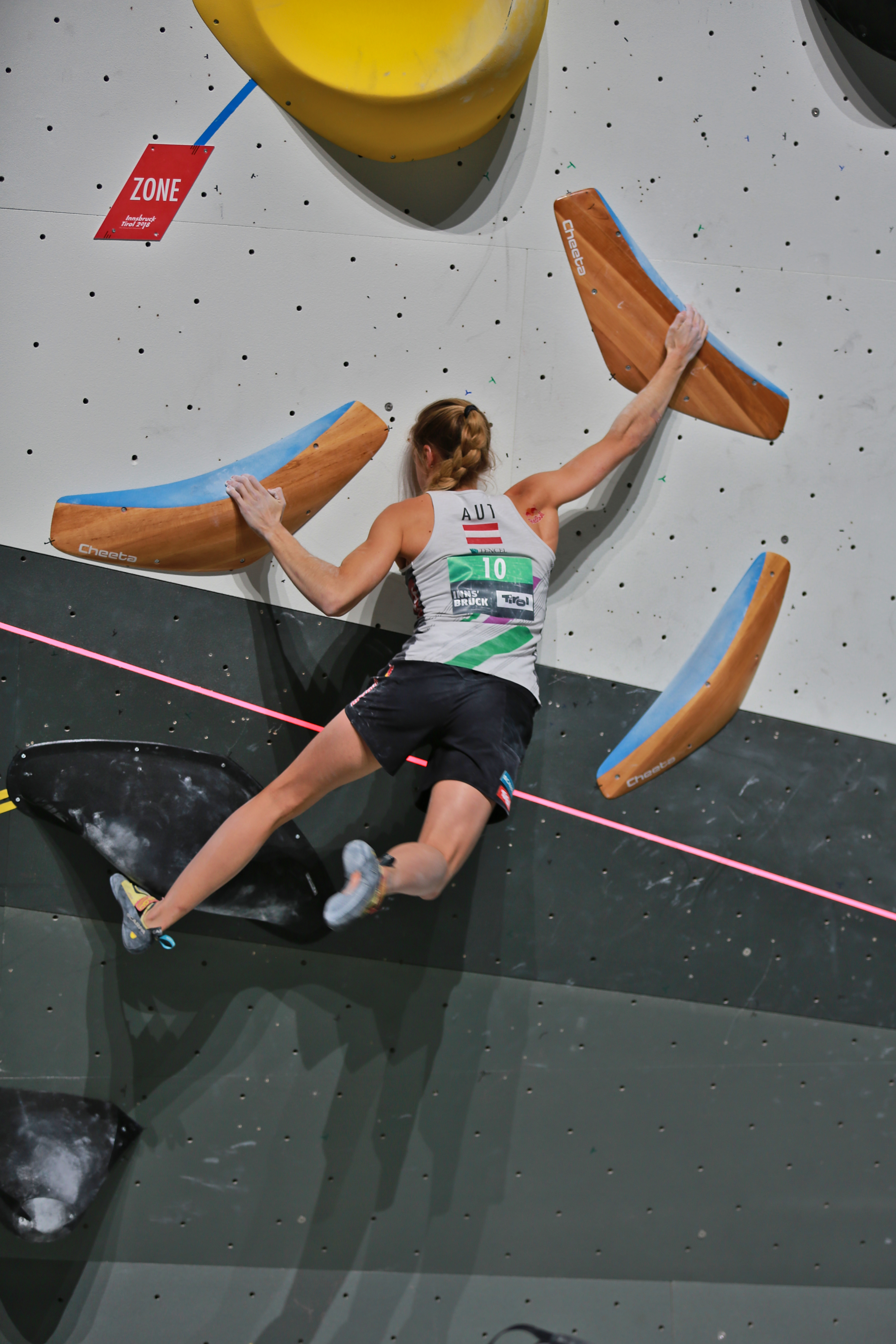
Boulder bei den Kletterweltmeisterschaften 2018

## Erfolge (Auswahl)

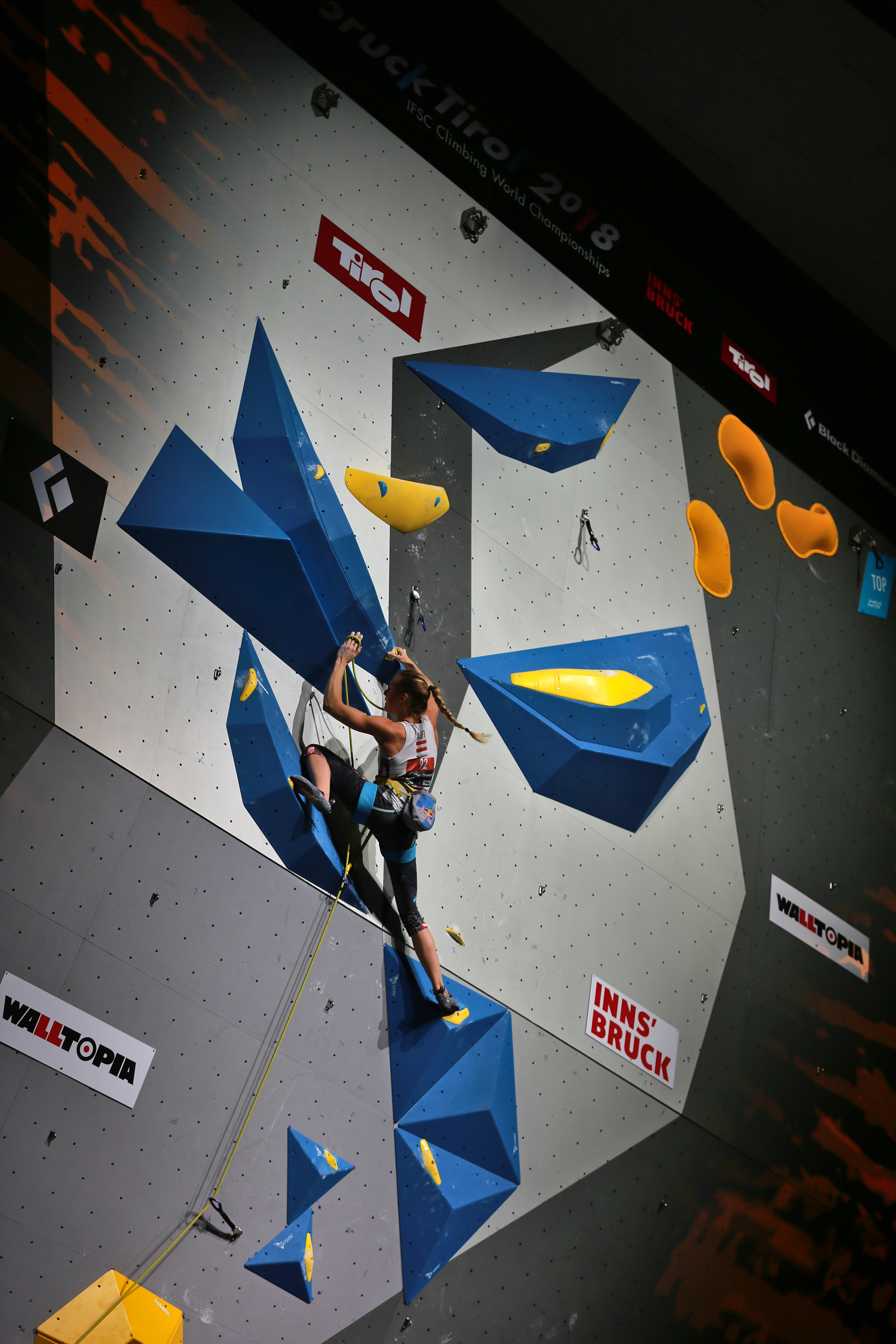
Jessica Pilz auf dem Weg zum Top bei der Kletterweltmeisterschaft 2018

- 2011–2013: Jugendweltmeisterin im Vorstieg/Lead
- 2012, 2013 und 2015: Jugend-Europameisterin Lead
- 2013 und 2015: Vize-Jugend-Europameisterin Bouldern
- 2014: Jugend-Europameisterin im Bouldern
- 2014: Vize-Jugendeuropameisterin Lead
- 2015: Europameisterin in der Kombination
- 2015: Dritte im Gesamtweltcup (Vorstieg)
- 2015–2024: Österreichische Staatsmeisterin (Lead)[45][19][46][47][48][49]
- 2015, 2018, 2019, 2022–2024: Österreichische Staatsmeisterin (Bouldern)[50][46][51][52]
- 2017: Militärweltspiele – Gold im Vorstieg und im Bouldern, Silber im Classic Speed
- 2017: World Games 2017/Sportklettern – Schwierigkeitsklettern – Platz 5
- 2018: Kletterweltmeisterschaft 2018 – Weltmeisterin (Lead) und Bronzemedaille in der Kombination[53]
- 2019: Österreichische Staatsmeisterin (Kombination)[54][46]
- 2021: Kletterweltmeisterschaft 2021 – Weltmeisterin in der Kombination[18]
- 2022: World Games 2022/Sportklettern – Gold-Medaille im Vorstieg[28]
- 2022: Klettereuropameisterschaft 2022 – Silbermedaille im Vorstieg (Lead)[55] und Bronzemedaille in der Kombination
- 2023: Kletterweltmeisterschaft 2023 – Silbermedaille in der Kombination[36]
- 2023 und 2024: Gesamtweltcupsieg im Vorstieg[37][56]
- 2024: Olympische Sommerspiele: Bronze-Medaille in der Disziplin Boulder & Lead[38]
- 2021, 2022 und 2024: Rock Master-Gewinnerin[57]

## Auszeichnungen
- 2012: Nachwuchssportlerin des Jahres für Niederösterreich[6]
- 2019, 2022, 2023 und 2024: Niederösterreichische Sportlerin des Jahres[58][7][8][59]
- 2021: 3. Platz bei der Wahl zur Niederösterreichischen Sportlerin des Jahres (hinter Anna Kiesenhofer und Michaela Polleres)[60][61]
- 2024: Haagerin des Jahres[62]
- 2024: Sportler des Jahres: Platz 3 in der Kategorie Sportlerin des Jahres[63][64]
- 2024: NÖN-Leopold in der Kategorie Sport[65][66]